# Jonathan Katz
Jonathan Paul Katz (New York, 1º dicembre 1946) è un comico, attore e doppiatore statunitense.
È noto soprattutto per aver doppiato il Dr. Katz della sitcom animata Dr. Katz, Professional Therapist e Erik Robbins di Home Movies.

## Biografia e carriera
Katz è nato nel 1946, a New York, da una famiglia ebrea. È un amico intimo del drammaturgo David Mamet, con il quale ha frequentato il Goddard College e in seguito lavorato come suo sceneggiatore in alcuni dei suoi film, tra i quali: La casa dei giochi, Le cose cambiano, Homicide, La formula e Hollywood, Vermont.. 
Dopo un breve periodo da musicista e cantautore, Katz ha seguito anche un gruppo musicale di genere rhythm and blues chiamato "Katz and Jammers", prima di servire come direttore musicale del tourup del 1979 di Robin Williams. Nel 1998, ha pubblicato Brandon Project, un album a genere blues. Nel 1996, a Katz fu diagnosticata una sclerosi multipla. I primi sintomi iniziarono nello stesso anno: "Stavo lavorando ad uno show televisivo intitolato Ink con Ted Danson, e dopo ogni episodio facevamo una chiamata alla ribalta e lì ho notato che avevo bisogno di un vantaggio". Nascondere le sue condizioni divenne troppo pesante per Katz e alla fine lo rivelò.

## Filmografia

### Attore

#### Cinema
- Le cose cambiano (Things Change), regia di David Mamet (1988)
- Homicide, regia di David Mamet (1991)
- La formula (The Spanish Prisoner), regia di David Mamet (1997)
- The Independent, regia di Stephen Kessler (2000)
- Hollywood, Vermont., regia di David Mamet (2000)
- L'asilo dei papà (Daddy Day Care), regia di Steve Carr (2003)
- Finalmente a casa (Are We Done Yet?), regia di Steve Carr (2007)
- Turbocharge: The Unauthorized Story of The Cars, regia di Memo Salazar (2008)
- The Truth About Lies, regia di Phil Allocco (2017)
- Sweeney Killing Sweeney, regia di Lisa Aimola (2018)

#### Televisione
- Audience ad ogni costo – film TV (1988)
- Ink – serie TV, 6 episodi (1996-1997)
- Mr. Show with Bob and David – serie TV, episodio 3x7 (1997)
- The Larry Sanders Show – serie TV, episodio 6x4 (1998)
- Help Me Help You – serie TV, episodio 1x3 (2006)
- God & Co. – serie TV (2008)
- The Pox Show – serie TV (2012)
- HG Chicken and the Chronological Order, regia di Mike Salva (2016)
- K&A – serie TV, 1 episodio (2018)

#### Cortometraggi
- Three Men and a Bogey, regia di Joe Dea (1989)
- Class of 84, regia di Joe Andrade e Alex Salsberg (2019)

### Doppiatore
- Dr. Katz, Professional Therapist – serie animata, 81 episodi (1995-2002)
- South Park – serie animata, 1 episodio (1998)
- Hercules – serie animata, 2 episodi (1998-1999)
- The Dick & Paula Celebrity Special – serie animata, 6 episodi (1999)
- Home Movies – serie animata, 8 episodi (1999-2004)
- Hopeless Pictures – serie animata (2005)
- Farce of the Penguins – documentario (2006)
- Squidbillies – serie animata, 1 episodio (2006)
- Death Row Diet, regia di Mike Salva e Tom Snyder (2009)
- Explosion Bus – serie animata, 13 episodi (2012)
- Adventure Time – serie animata, 1 episodio (2012)
- Bob's Burgers – serie animata, 1 episodio (2013)
- Birba - Micio combinaguai, regia di Gang Wang (2018)

## Doppiatori italiani
Da attore è sostituito da:
- Mino Caprio in L'asilo dei papà
- Vladimiro Conti in Finalmente a casa

## Premi e riconoscimenti
Producers Guild of America Awards
- 1996 - Miglior produttore in televisione per Dr. Katz, Professional Therapist

Online Film Critics Society Awards
- 2001 - Miglior insieme per Hollywood, Vermont.

National Board of Review of Motion Pictures
- 2000 - Miglior recitazione di un insieme per Hollywood, Vermont

Florida Film Critics Circle Awards
- 2001 - Miglior insieme per Hollywood, Vermont

CableACE Awards
- 1995 - Miglior serie Talk Show per 'Politically Incorrect'
- 1995 - Nomination alla miglior sceneggiatura per una serie tv commedia per Dr. Katz, Professional Therapist
- 1995 - Miglior programmazione animata per una serie o speciale per Dr. Katz, Professional Therapist

Primetime Emmy Awards
- 1995 - Miglior doppiatore per Dr. Katz, Professional Therapist